# 김용진 (경찰)
김용진(金容珍, 1970년 ~ )은 대한민국의 제20대 해양경찰청장이다.

## 학력
- 영주중앙고등학교 졸업
- 서울대학교 인문대학 서어서문학 학사
- 서울대학교 행정대학원 행정학 석사

## 경력
- 1998 제42회 행정고시 합격
- 1999 행정자치부 사무관
- 2008.03~2011.01: 해양경찰청 능력개발팀장
- 2011.01~2011.12: 해양경찰청 대변인실 홍보1팀장
- 2011.12~2013.07: 대통령비서실 행정관
- 2013.07~2014.11: 해양경찰청 인사교육담당관
- 2014.11~2015.01: 국민안전처 규제개혁법무담당관
- 2015.01~2016.01: 제2대 울산해양경비안전서장
- 2016.01~2017.01: 통일부 통일교육원 교육
- 2017.01~2017.08: 국민안전처 해양안전과장
- 2017.08~2018.08: 제24대 동해해양경찰서장
- 2018.08~2019.01: 중부지방해양경찰청 수사정보과장
- 2019.01~2020.03: 해양경찰청 운영지원과장
- 2020.03~2020.12: 해양경찰청 국제협력관
- 2021.01~2021.12: 해양경찰청 경비국장
- 2021.12~2023.06: 해양경찰청 기획조정관
- 2023.06~2024.03: 제17대 해양경찰청 차장
- 2024.03~2025.02: 제9대 중부지방해양경찰청장
- 2025.02~: 제20대 해양경찰청장

## 승진
- 2008년: 경정 임관
- 2011년: 총경 승진
- 2020년: 경무관 승진
- 2021년: 치안감 승진
- 2023년: 치안정감 승진
- 2025년: 치안총감 승진

| 전임 김종욱 | 제21대 울산해양경비안전서장 2015년 1월 27일 ~ 2016년 1월 10일 | 후임 정봉훈 |

| 전임 김언호 | 제23대 동해해양경찰서장 2017년 8월 14일 ~ 2018년 8월 20일 | 후임 한상철 |

| 전임 서승진 | 제17대 해양경찰청 차장 2023년 6월 2일 ~ 2024년 3월 18일 | 후임 오상권 |

| 전임 김병로 | 제9대 중부지방해양경찰청장 2024년 3월 26일 ~ 2025년 2월 10일 | 후임 오상권 |

| 전임 김종욱 오상권(직무대행) | 제20대 해양경찰청장 2025년 2월 10일 ~ |  |